# Assara
Assara es un género de pequeñas polillas que pertenecen a la familia Pyralidae. Forman parte de la tribu Phycitini parte de la gran subfamilia de polillas Phycitinae.

## Algunas especies
Entre las especies de Assara se cuentan:
- Assara albicostalis
- Assara aterpes
- Assara balanophorae
- Assara cataxutha
- Assara chionopleura
- Assara conicolella
- Assara decipula Clarke, 1986
- Assara exiguella
- Assara formosana
- Assara funerella
- Assara halmophila (Meyrick, 1929)
- Assara holophragma
- Assara hoeneella
- Assara holophragma
- Assara incredibilis
- Assara inouei
- Assara ketjila Roesler & Küppers, 1981
- Assara korbi
- Assara leucarma
- Assara linjiangensis
- Assara melanomita
- Assara microdoxa
- Assara murasei
- Assara odontosema
- Assara pallidella
- Assara pinivora
- Assara proleuca
- Assara quadriguttella
- Assara semifictile
- Assara seminivale
- Assara subarcuella
- Assara terebrella
- Assara tuberculosa
- Assara tumidula
- Assara turciella